# NGC 1885
NGC 1885 ist die Bezeichnung eines offenen Sternhaufens im Sternbild Dorado. Das Objekt wurde am 31. Januar 1835 von John Herschel entdeckt.